# Bataille de Wurgé
Insurrection de Boko Haram
La bataille de Wurgé se déroule le 24 février 2015 lors de l'insurrection de Boko Haram.

## Déroulement
Le 24 février, les djihadistes de Boko Haram lancent une nouvelle offensive vers la ville de Gamboru Ngala, tenue depuis le 3 février par 2 500 hommes de l'armée tchadienne. Les Tchadiens sont alertés par des informateurs nigérians de l'avancée des djihadistes et décident de se porter à la rencontre des assaillants,,.
Pris par surprise, ces derniers font demi-tour avec leurs pick-up et leurs motos mais les Tchadiens les poursuivent sur une vingtaine de kilomètres et les rejoignent au village de Wurgé, situé dans une zone forestière. La localité est prise d'assaut par les Tchadiens et le poste de commandement de Boko Haram est détruit,,.

## Les pertes
Selon le bilan communiqué par l'armée tchadienne, un soldat a été tué et neuf sont blessés, dont sept des suites de l'accident d'un véhicule survenu pendant la poursuite. Les pertes de Boko Haram sont d'au moins 207 morts et pourraient être encore plus importantes d'après l’état-major général tchadien. Au moins deux djihadistes ont été faits prisonniers.
Les Tchadiens affirment également que treize pick-up et des dizaines de motos utilisées par les djihadistes ont été détruites et qu'une automitrailleuse lègère AML, deux pick-up, deux mortiers ont été capturés, ainsi qu'une grande quantité d'armes légères et de munitions,,.